# 長谷部優 (野球)
長谷部 優（はせべ ゆう、1950年 - ）は、元アマチュア野球選手である。ポジションは投手。

## 来歴・人物
大阪府立岸和田高等学校ではエースとして活躍。1967年秋季近畿大会府予選準決勝に進むが、興国高の丸山朗、益川満育の継投の前に4-5で惜敗。翌1968年の夏の甲子園府予選は決勝に進出するが、またも興国高に敗退、甲子園出場を逸する。同年のドラフト会議で阪急ブレーブスから3位指名されたが、「野球は高校で十分。」という理由で入団を拒否。
慶應義塾大学に進学し野球部に入部。東京六大学野球リーグでは、2年時の1970年春季リーグ慶東2回戦で、工藤真（東京ガス）との継投によるノーヒットノーランを達成している。3年時の1971年秋季リーグから3季連続優勝。同期の萩野友康との左腕二本柱で活躍する。同71年秋の第2回明治神宮大会では、2回戦（準々決勝）で山本和行投手の亜大に完封され敗退。1972年の全日本大学選手権では、準決勝で4年藤田康夫と1年田村政雄両投手の中大を完封で下したものの、決勝で関大の4年山口高志に完封され準優勝。同年秋の第3回明治神宮大会でも、初戦2回戦（準々決勝）で優勝した関大の山口高志にノーヒットノーランを喫した。リーグ通算41試合登板、14勝10敗、防御率2.42、143奪三振。
大学卒業後、松下電器産業（現・パナソニック）に入社。山口高志、福間納の陰に隠れていたが、1977年の社会人野球日本選手権では準決勝に先発。電電四国に0-2で敗退したが好投を見せる。福間がプロ入りした1979年にはエースとなり、社会人野球日本選手権では準決勝で電電九州を完封。決勝ではリリーフに回るが住友金属に0-2で惜敗、準優勝にとどまる。同大会の優秀選手賞を獲得し、第4回インターコンチネンタルカップ日本代表に選出される。同年の社会人ベストナインにも選出された。1980年の社会人野球日本選手権でも準決勝に進むが、日本楽器に敗れる。同年の第26回アマチュア野球世界選手権、1981年の第5回インターコンチネンタルカップ日本代表に選出された。